# كوكوني عويدي
قوقوني واداي أو بوكوني عويدي رئيس دولة تشاد من 1979 إلى 1982 ولد سنة 1944 وقد عاد مؤخرا إلى تشاد بعد قضائه فترة طويلة في منفاه في الجزائر وهو ينتمي إلى قبيلة القرعان من فرع التبو دخل السياسة في نهاية الستينات كفدائي في الجبهة الوطنية لتحرير تشاد استاء من سيطرة المسيحيين الجنوبيين المدعومين من فرنسا على الحكم بقيادة الرئيس السابق فرنسوا تومبالباي وقاد الحرب إلى أن حرّر البلاد في السنة 1979 واختير كرئيس للبلاد بعد مؤتمر لاغوس وحكم البلاد من 1979 إلى 1982 وخرج من البلاد بعد السيطرة على إنجمينا العاصمة من قبل القوات التي كان يقودها حسين حبري والتجأ بوكوني إلى الجزائر ثم عاد مرة أخرى إلى ساحة الحرب بمساعدة ليبية حيث استطاع بمساعدة القوات الليبية الدخول إلى العاصمة انجامينا منتصرا على غريمه حسين حبري . ولكن بعد ذلك وبطريقة ماكرة طلب الفرنسيين من كوكوني انسحاب القوات الليبية على أنها قوات احتلال وليست قوات دعم للشرعية، طلب كوكوني من الزعيم الليبي سحب قواته من العاصمة والجنوب التشادي والإبقاء على بعض القوات في الشمال وهذا مع رفض وزير خارجية تشاد أصيل أحمد أصيل خروج القوات الليبية خوفا من العواقب . انسحبت القوات الليبية ولكن بعد ذلك بفترة في 7يونيو 1982 هاجم غريمه حسين حبري وبمساعدة فرنسية العاصمة وطرد الرئيس كوكوني حيث لجأ الأخير إلى الجزائر ومن ثم إلى ليبيا ..في سنة 1987 هاجم حسين حبري بمساعدة فرنسية وأمريكية القوات الليبية في الشمال التشادي في قاعدة وادي الدوم وبدأت الحرب بين القوات الليبية وقوات كوكوني من جهة وقوات حبري المدعومة غربيا من حهة أخرى . انسحب الجيش الليبي من شمال تشاد وتمركز في شريط أوزو . حدث خلاف بين كوكوني والقيادة الليبية عندما حاول كوكوني زيارة معمر القذافي حيث رفض الأخير مقابلته مما حدث مشاجرة ومناوشة بين الحراس أدى إلى جرح كوكوني ونقله إلى المشفى ومقتل اثنين من حراسه على إثر ذلك انضمت معظم قوات كوكوني إلى قوات حسين حبري مما زاد من عمليات الخيانة والغذر والبيع ضد الجيش الليبي من طرف ما كانت تسمى القوات الصديقة . خرج كوكوني إلى الجزائر وبقي إلى الآن .
- القرعان